# Nunatak Stolb
Der Nunatak Stolb (englische Transkription von russisch Нунатаки Столб Nunatak Schpil, deutsch ‚Säulen-Nunatak‘) ist ein Nunatak im ostantarktischen Mac-Robertson-Land. In den Framnes Mountains ragt er im Süden der Sørtindane am südlichen Ende der David Range südlich des Simpson Ridge auf.
Russische Wissenschaftler benannten ihn deskriptiv.